# Aas (kadaver)

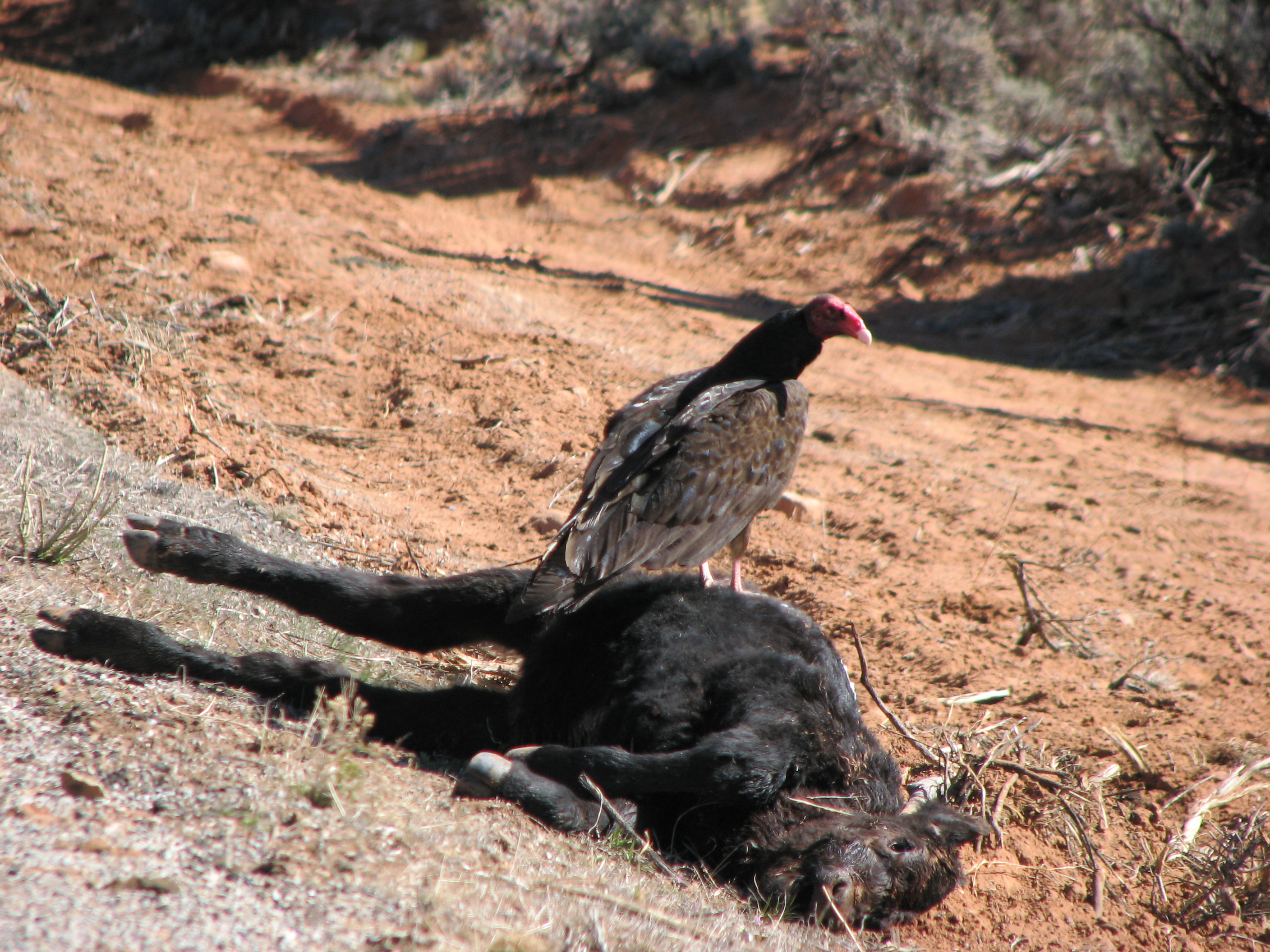
Een roodkopgier (Cathartes aura) op een dood rund

Aas zijn dode dieren of delen daarvan, die worden gegeten door andere dieren. Een dood dier wordt ook kadaver, kreng of karkas genoemd.

## Aaseters
Aaseters spelen een belangrijke rol in het opruimen van dierlijke resten in het milieu. Er wordt in het dierenrijk een onderscheid gemaakt tussen aaseters en roofdieren, maar de grens is niet scherp. Er zijn dieren die jagen maar ook aas eten, zoals de hyena. Sommige soorten echter zijn uitgesproken aaseters, zoals de meeste gieren. Ook bepaalde insecten zijn aaseters, al gaat het meestal om de larven ervan. Voorbeelden zijn enkele soorten kevers en vliegen.